# Alexandre Balduzzi
Alexandre Balduzzi (ur. 6 maja 1978 roku w Nicei) – francuski piosenkarz i kompozytor.
W 1990 roku osiedlił się w Owernii. W wieku czternastu lat otrzymał od swojej babki swoją pierwszą gitarę. Mając szesnaście i pół roku zainteresował się koszykówką. W 1994 roku powrócił na Lazurowe Wybrzeże. W 1996 roku założył zespół Cab Drivers, który w dzielnicy Lepanto wykonywał utwory Lenny'ego Kravitza, Jimiego Hendriksa i Prince'a. W latach 1996–1998 uczęszczał do IUT (Institut Universitaire de Technologie), gdzie pełnił funkcję wiceprzewodniczącego stowarzyszenia studentów marketingu (AEM). Dorabiał śpiewając w korytarzach paryskiego metra i jako doręczyciel czasopisma TéléLoisirs.
Pod koniec lat 90. stworzył grupę Bomb Jack, następnie w 2000 roku wyjechał do Paryża, gdzie między innymi tworzył muzykę. Wkrótce, odkryty przez francuską telewizję Hape, wziął udział w programie Star Academy (2002). Na początku 2005 roku z grupą Bomb Jack zrealizował swój pierwszy album, który ukazał się w 2007 roku.
Od września 2006 roku występował również na scenie z Lizą Pastor (Belles belles belles/Piękne piękne piękne, 2003) jako akustyczny duet.